# NGC 7003
NGC 7003 је спирална галаксија у сазвежђу Делфин која се налази на NGC листи објеката дубоког неба.
Деклинација објекта је + 17° 48' 17" а ректасцензија 21h 0m 42,3s. Привидна величина (магнитуда) објекта NGC 7003 износи 13,0 а фотографска магнитуда 13,8. NGC 7003 је још познат и под ознакама UGC 11662, MCG 3-53-8, CGCG 448-27, IRAS 20584+1736, PGC 65887.